# Bajša
Bajša (húngaro: Bajsa; serbocroata cirílico: Бајша) es un pueblo de Serbia perteneciente al municipio de Bačka Topola del distrito de Bačka del Norte de la provincia autónoma de Voivodina.
En 2011 su población era de 2297 habitantes. Dos tercios de los habitantes son magiares, quienes conviven con una importante minoría de serbios y pequeñas minorías de eslovacos y yugoslavos.
La localidad fue fundada por los magiares en la Edad Media. Se han hallado restos arqueológicos de una iglesia románica de los siglos XI-XII, pero la localidad no se menciona en documentos hasta 1334. Durante la ocupación otomana, la localidad se mantuvo como una aldea de unas veinte o treinta casas y no llegó a despoblarse. Sin embargo, la localidad fue destruida durante la guerra de independencia de Rákóczi a principios del siglo XVIII y el área quedó despoblada hasta que en 1751 la reina María Teresa ordenó la reconstrucción de la localidad.
Se ubica en la periferia suroccidental de la capital municipal Bačka Topola, en la salida de la villa por la carretera 108 que lleva a Kula.